# Clément Billemaz
Clément Billemaz (Lione, 22 settembre 1998) è un calciatore francese, attaccante dell'Annecy.

## Carriera
Billemaz è cresciuto nel settore giovanile del Villefranche con cui ha debuttato il 16 gennaio 2016 nell'incontro di Championnat de France amateur vinto 3-1 contro il Montceau Bourgogne. Il 9 aprile seguente ha segnato il suo primo gol nella partita persa 2-1 contro il Saint-Louis Neuweg.
A fine stagione è stato acquistato dal Digione, dove ha giocato nella squadra B in quinta divisione per tre stagioni. Nel 2019 è passato al Louhans-Cuiseaux, dove ha trascorso tre stagioni in Championnat National 2.
Il 25 maggio 2022 è stato acquistato dall'Annecy, neopromosso in Ligue 2.

## Statistiche

### Presenze e reti nei club
Statistiche aggiornate al 14 febbraio 2025
| Stagione         | Squadra          | Campionato       | Campionato | Campionato | Coppe nazionali | Coppe nazionali | Coppe nazionali | Coppe continentali | Coppe continentali | Coppe continentali | Altre coppe | Altre coppe | Altre coppe | Totale | Totale | Totale |
| Stagione         | Squadra          | Comp             | Pres       | Reti       | Comp            | Pres            | Reti            | Comp               | Pres               | Reti               | Comp        | Pres        | Reti        | Pres   | Reti   |        |
| ---------------- | ---------------- | ---------------- | ---------- | ---------- | --------------- | --------------- | --------------- | ------------------ | ------------------ | ------------------ | ----------- | ----------- | ----------- | ------ | ------ | ------ |
| 2015-2016        | Villefranche     | CFA              | 7          | 1          | CF              | 0               | 0               | -                  | -                  | -                  | -           | -           | -           | 7      | 1      |        |
| 2016-2017        | Digione 2        | CFA2             | 12         | 3          | -               | -               | -               | -                  | -                  | -                  | -           | -           | -           | 12     | 3      |        |
| 2017-2018        | Digione 2        | N3               | 24         | 5          | -               | -               | -               | -                  | -                  | -                  | -           | -           | -           | 24     | 5      |        |
| 2018-2019        | Digione 2        | N3               | 23         | 10         | -               | -               | -               | -                  | -                  | -                  | -           | -           | -           | 23     | 10     |        |
| Totale Digione 2 | Totale Digione 2 | Totale Digione 2 | 59         | 18         |                 | -               | -               |                    | -                  | -                  |             | -           | -           | 59     | 18     |        |
| 2019-2020        | Louhans-Cuiseaux | N2               | 12         | 3          | CF              | 0               | 0               | -                  | -                  | -                  | -           | -           | -           | 12     | 3      |        |
| 2020-2021        | Louhans-Cuiseaux | N2               | 5          | 0          | CF              | 2               | 0               | -                  | -                  | -                  | -           | -           | -           | 7      | 0      |        |
| 2021-2022        | Louhans-Cuiseaux | N2               | 28         | 11         | CF              | 0               | 0               | -                  | -                  | -                  | -           | -           | -           | 28     | 11     |        |
| Totale Louhans   | Totale Louhans   | Totale Louhans   | 45         | 14         |                 | 2               | 0               |                    | -                  | -                  |             | -           | -           | 47     | 14     |        |
| 2022-2023        | Annecy           | L2               | 22         | 1          | CF              | 4               | 0               | -                  | -                  | -                  | -           | -           | -           | 26     | 1      |        |
| 2023-2024        | Annecy           | L2               | 28         | 1          | CF              | 2               | 0               | -                  | -                  | -                  | -           | -           | -           | 30     | 1      |        |
| 2024-2025        | Annecy           | L2               | 17         | 1          | CF              | 1               | 0               | -                  | -                  | -                  | -           | -           | -           | 18     | 1      |        |
| Totale Annecy    | Totale Annecy    | Totale Annecy    | 67         | 3          |                 | 7               | 0               |                    | -                  | -                  |             | -           | -           | 74     | 3      |        |
| Totale carriera  | Totale carriera  | Totale carriera  | 178        | 36         |                 | 9               | 0               |                    | -                  | -                  |             | -           | -           | 187    | 36     |        |